# Salacia krigsneri
Salacia krigsneri är en benvedsväxtart som beskrevs av Lombardi. Salacia krigsneri ingår i släktet Salacia och familjen Celastraceae. Inga underarter finns listade.